# Гончаров, Никита Андреевич
Никита Андреевич Гончаров (род. 15 июня 1999, Орёл) — российский хоккеист, нападающий.

## Биография
Начинал заниматься в клубе «Орёл». В 2010—2011 годах — в школе «Молнии» Липецк, после чего перешёл в подольский «Витязь». С сезона 2016/17 — игрок команды МХЛ «Русские витязи». В сезоне 2018/19 дебютировал в КХЛ в составе «Витязь». В следующем сезоне также провёл 6 матчей в ВХЛ за «Динамо» СПб, с сезона 2020/21 играл за «Витязь» и за «Рязань» в ВХЛ. Сезон 2024/25 начал в команде «Юнисон-Москва». Проведя 6 матчей, перешёл в «Югру».